# Stefan Drzewiecki

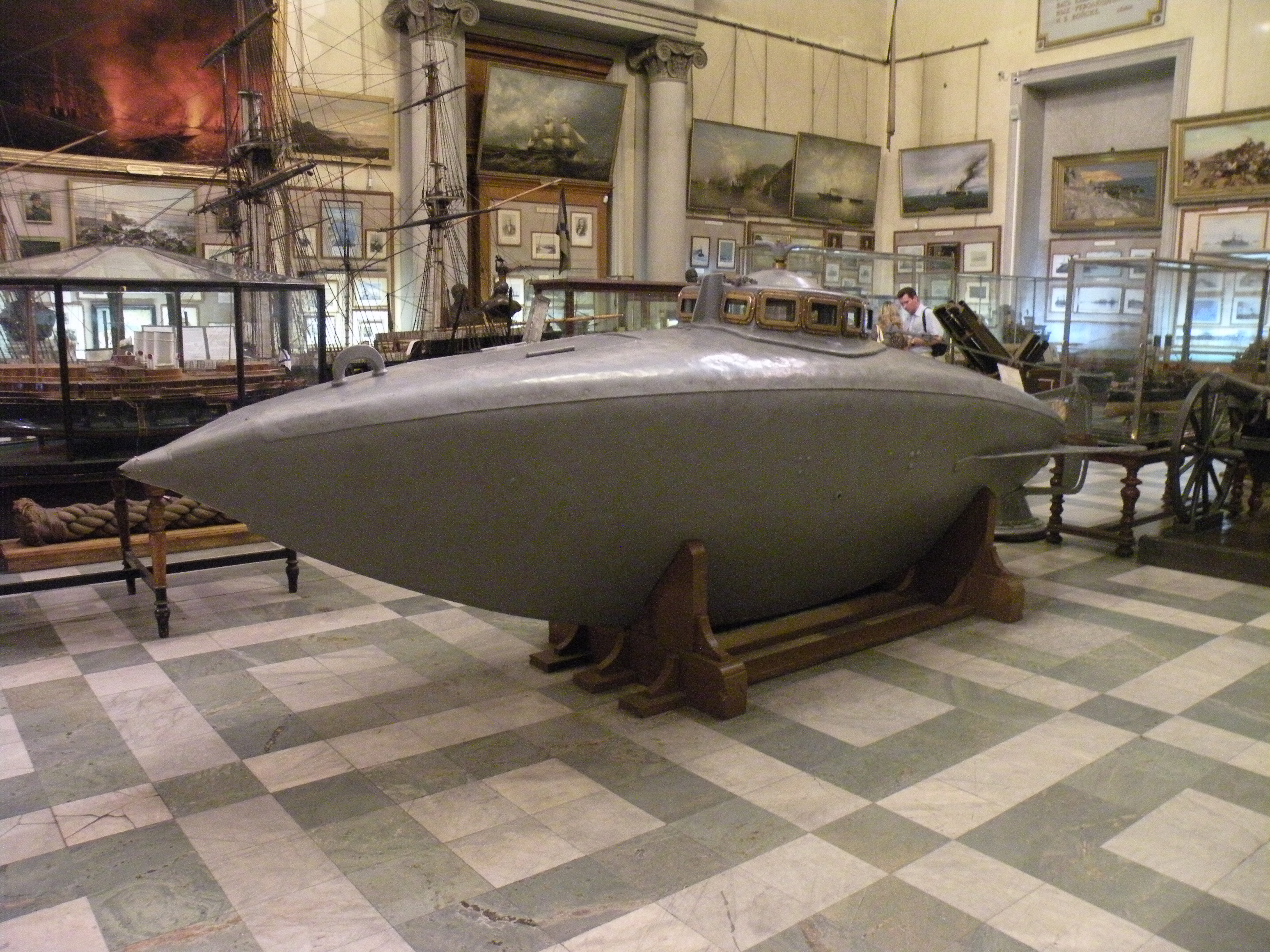
Okręt podwodny Drzewieckiego

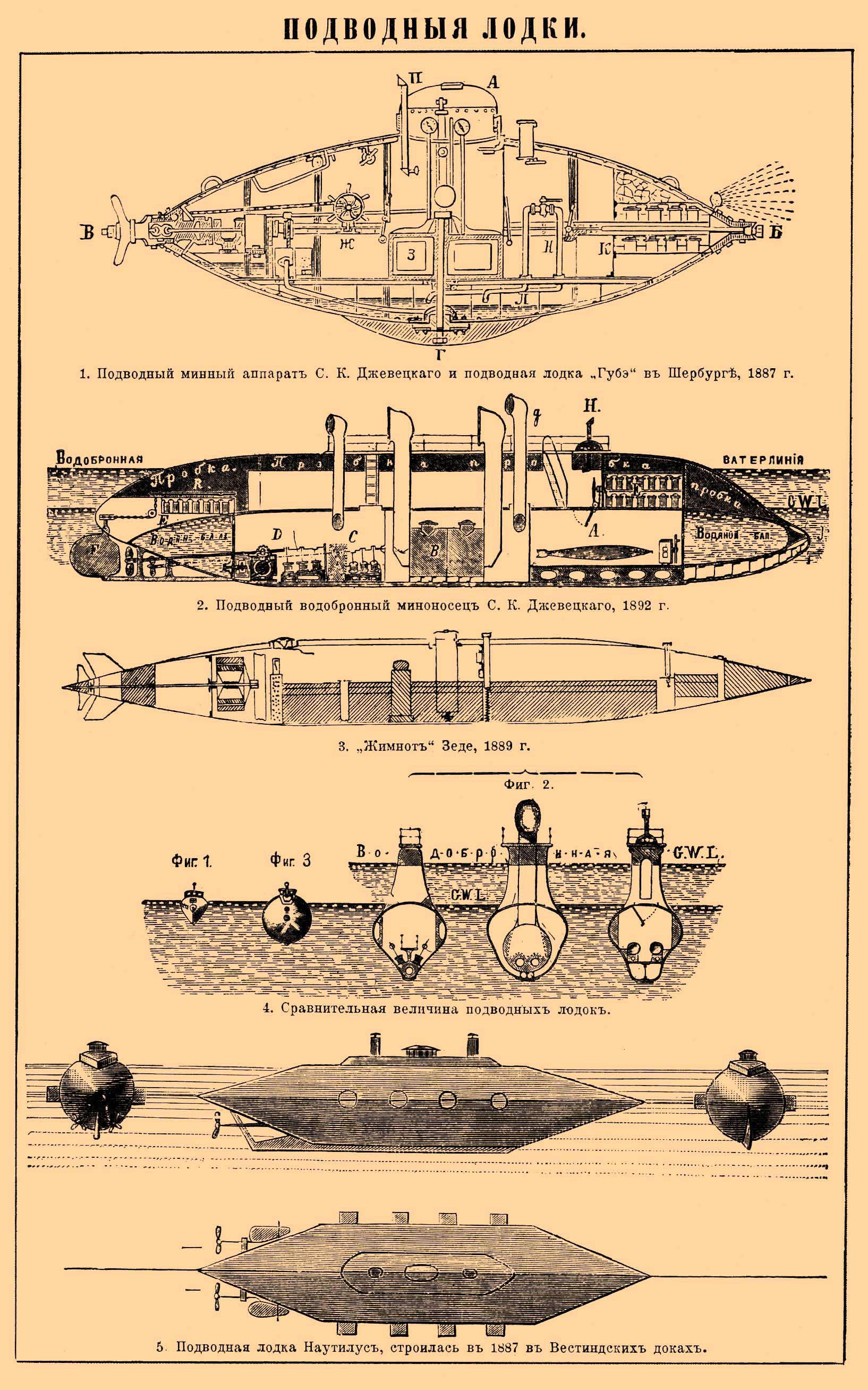
Okręt podwodny Drzewieckiego

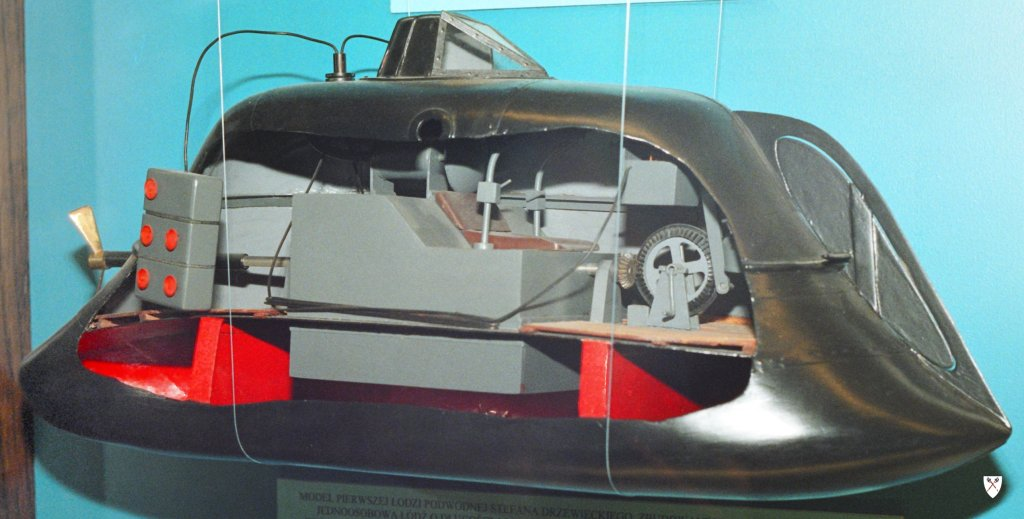
Okręt podwodny Drzewieckiego, model w Narodowym Muzeum Morskim w Gdańsku

Stefan Drzewiecki (ur. 14 lipca?/26 lipca 1844 w Kunce, zm. 23 kwietnia 1938 w Paryżu) – polski inżynier, wynalazca, pionier żeglugi podwodnej i lotnictwa.

## Życiorys
Urodził się na Podolu, we wsi Kunka w powiecie hajsyńskim, w polskiej szlacheckiej rodzinie o tradycjach patriotycznych. Dziadek Stefana – Józef Drzewiecki – służył pod Kościuszką i Dąbrowskim, a ojciec Karol (dramatopisarz) uczestniczył w powstaniu listopadowym. Dzieciństwo spędził w rodzinnych Jaśkowicach w powiecie latyczowskim. Za młodu został wysłany przez rodziców do Francji, ukończył szkołę średnią w Auteuil, a następnie zapisał się do École centrale Paris, gdzie skończył studia matematyczne z odznaczeniem i zdobył dyplom inżyniera. W wieku 19 lat, na wieść o wybuchu powstania styczniowego, wrócił do Polski. Wobec klęski kolejnego polskiego zrywu narodowościowego, rozgoryczony Drzewiecki opuścił po paru latach kraj i osiadł na krótko we Francji. Wybuch wojny francusko-pruskiej, oblężenie Paryża, a bezpośrednio udział w Komunie Paryskiej skłoniły go ostatecznie do zamieszkania w Wiedniu.

### Okres wiedeński
Tam powstały pierwsze znane wynalazki Drzewieckiego. W 1867 roku wynalazł licznik kilometryczny do dorożek. 5 lat później wynalazł specjalny cyrkiel do wykreślania przekrojów stożkowych, oraz paraboliczny regulator silników parowych. Obydwa te wynalazki otrzymały nagrody na wystawie powszechnej w Wiedniu w 1873 roku. Drzewiecki zaprezentował na wystawie także automatyczny sprzęg do wagonów, rejestrator prędkości pociągów i "dromograf" – przyrząd automatycznie kreślący kurs płynącego statku na mapie. Ostatni z tych wynalazków zwrócił uwagę przebywającego na wystawie rosyjskiego Wielkiego Księcia Konstantego, który zakomunikował Drzewieckiemu: „Mianuję pana członkiem i doradcą Komitetu Technicznego Marynarki Rosyjskiej z uposażeniem 500 rubli miesięcznie. Proszę też złożyć kosztorys na wykonanie dromografu, odpowiednia kwota zostanie panu wypłacona po przyjeździe do Petersburga”. Drzewiecki przyjął propozycję i zaproszenie po czym udał się do Rosji.

### W granicach Rosji
Po wprowadzonych przez polskiego inżyniera ulepszeniach, dromograf wszedł do użytku w marynarce rosyjskiej. Tymczasem wybuchła kolejna wojna rosyjsko-turecka, w której osobiście wziął udział Drzewiecki, za mężną postawę został odznaczony orderem Św. Jerzego IV klasy. Przed wydarzeniami wojennymi rozpoczął prace nad konstrukcją nowego okrętu podwodnego. Efekt swej pracy zaprezentował w roku 1877 w Odessie. Była to pierwsza jednostka podwodna (jednoosobowa) poruszana siłą ludzkich mięśni – śmigłem wprowadzanym w ruch za pomocą napędu nożnego. Pierwszą jej załogę stanowił sam konstruktor, który na oczach publiczności przepłynął pod okrętem wojennym zacumowanym w porcie. Drzewiecki był też pierwszym, który zastosował peryskop w okręcie podwodnym. Przez kolejne piętnaście lat konstruktor pracował dla rosyjskiej marynarki wojennej, ulepszając swoje wynalazki (prawie co rok pojawiały się kolejne jednostki o coraz większej wyporności) i wprowadzając dalsze pionierskie, takie jak: pierwszy czteroosobowy okręt podwodny (1881), pierwszy okręt podwodny o napędzie elektrycznym (1888), wraz z Aleksym Kryłowem projekt niezatapialnego okrętu podwodnego o napędzie parowym i wyporności 120 ton (uhonorowany pierwszą nagrodą na Konkursie Międzynarodowym w Paryżu w roku 1898). Od roku 1877 pod kierunkiem Drzewieckiego zbudowanych zostało 50 czteroosobowych okrętów podwodnych. Jednak wobec niemożliwości zrealizowania w Rosji wielu planów konstrukcyjnych, Drzewiecki zdecydował się w roku 1892 na powrót do Francji ,do paryskiej dzielnicy Auteuil (osiedlił się tam na stałe).

### Po powrocie do Francji
Powrót nie był kresem prac wynalazcy nad żeglugą podwodną i kresu jego wpływu na marynarkę rosyjską. W 1901 admiralicje Rosji i Francji wprowadziły u siebie wyrzutnie torped na sprężone powietrze jego konstrukcji, a jeszcze w 1908 Rosjanie zbudowali okręt podwodny według jego projektu o wyporności 350 ton i napędzie spalinowym. Jednym z ostatnich projektów Drzewieckiego z dziedziny żeglugi morskiej był okręt podwodny „wodopancerny”, którego pancerz składać się miał z wlanej w przestrzeń między blachami wody, w zamierzeniu wynalazcy mającej doskonale amortyzować uderzenie. Projekt nigdy nie doczekał się realizacji.
W parę lat po powrocie do Francji był już tam Stefan Drzewiecki cenionym wynalazcą w dziedzinie żeglugi morskiej (wspomniane wyrzutnie torped). Tymczasem już w Rosji rozpoczął się okres fascynacji Polaka aeronautyką. Drzewiecki był pierwszym naukowcem (co jest faktem mało znanym), który stwierdził, że możliwy jest lot maszyny cięższej od powietrza. Miał to być według niego płatowiec poruszający się z odpowiednią prędkością i tworzący z kierunkiem ruchu kąt natarcia. W 1887 (jeszcze w Petersburgu) napisał pierwszą pracę z dziedziny lotnictwa – Aeropłany w prirodie („Samoloty w przyrodzie”), która nie spotkała się ze szczególnym uznaniem rosyjskiego środowiska naukowego. W 1885 r. w Cesarskim Towarzystwie Technicznym w Petersburgu wygłosił odczyt o locie aerodynamicznym. W roku 1892 wydana została po francusku (jak wszystkie następne prace Polaka) kolejna, tak jak poprzednia będąca efektem obserwacji ptaków – Les oiseaux considérés comme des aeroplanes animés („Ptaki jako żywe samoloty”). Zawiera pogłębione matematycznie uzasadnienie poglądów wyrażonych przez autora w pracy poprzedniej, omawia kwestie oporu powietrza i daje pojęcie o optymalnym kącie nachylenia skrzydeł. Jedno z ostatnich większych dzieł naukowych wynalazcy – L’aviation de demain („Lotnictwo dnia jutrzejszego”) – wielu zainteresowanych uważa za pierwsze podstawy współczesnej aerodynamiki. W roku 1909 wydał Drzewiecki pracę Les hélices aériennes. Théorie générale des propulseur hélicoidaux („Śmigła powietrzne. Teoria ogólna napędów śmigłowych”), będącą rozwinięciem opublikowanej w 1892 metody rachunkowego wyznaczania śrub napędowych. Prekursorska teoria napędów śmigłowych Drzewieckiego została ogólnie przyjęta w nauce i nagrodzona przez francuską Akademię Nauki w 1920 roku. W tym samym roku Drzewiecki opublikował swoją kolejną pracę „Ogólna teoria pędnika śrubowego”.

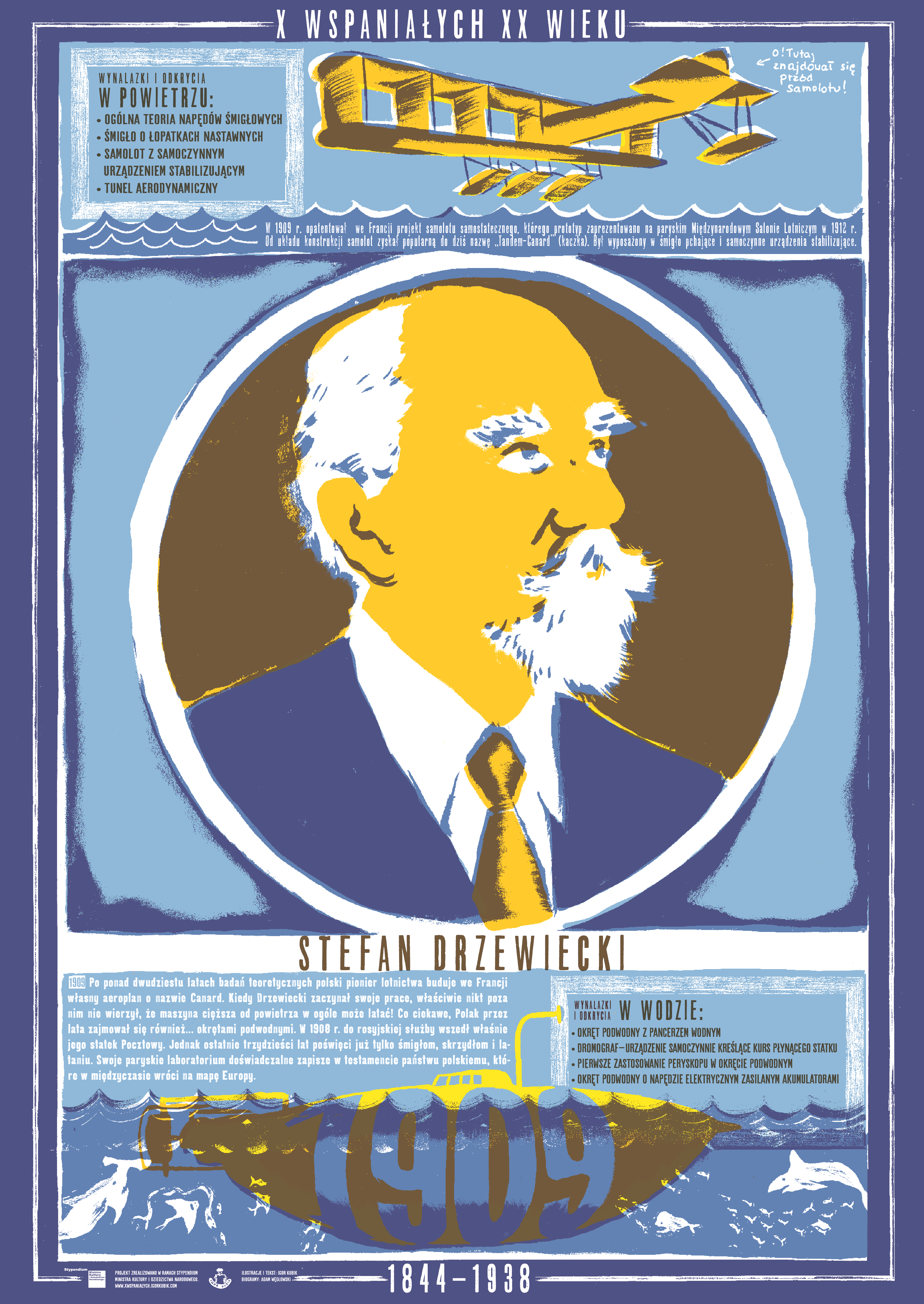
Plansza edukacyjna z serii "X wspaniałych XX wieku" autorstwa Igora Kubika dostępna na licencji CC

Polski wynalazca i w dziedzinie lotnictwa nie ograniczał się wyłącznie do prac teoretycznych. W 1909 roku zaprezentował model prototypu płatowca „Canard”, który wyposażył w tylne śmigło i – co było zabiegiem prekursorskim – samoczynne urządzenia stabilizacyjne. W 1913 powstał aeroplan „Drzewiecki”, na którym wypróbowano jego rozwiązania. W latach 1926–1929 skonstruował śmigło o łopatkach nastawnych. Przez wiele lat był popularną postacią we francuskim świecie nauki, a jego dom stał zawsze otworem dla licznej grupy młodych – w większości polskich i francuskich – naukowców i był częstym miejscem ich dysput. Z inicjatywy Drzewieckiego wybudowano pierwszy we Francji tunel aerodynamiczny.
Niemal do końca I wojny światowej Drzewiecki pracował w swoim laboratorium doświadczalnym Eiffel przy 67 rue Boileau paryskiej dzielnicy Auteuil, koncentrując się pod koniec życia głównie na dalszych badaniach śmigieł. Bardzo długo utrzymywał się w dobrym zdrowiu (do tego stopnia, że pewnego razu usłyszał od agenta ubezpieczeniowego: Monsieur Drzewiecki, pan zrujnuje nasze towarzystwo!), w chwili śmierci miał ponad 93 lata.
Drzewiecki wspierał polskie badania naukowe w dziedzinie aeronautyki, a w testamencie zapisał polskiemu państwu swą paryską pracownię w Auteuil. W 1929 roku otrzymał tytuł Honorowego Członka polskiej organizacji Ligi Obrony Powietrznej Państwa.

## Lista wynalazków i czynów prekursorskich Drzewieckiego
Niektóre z zamieszczonych tu informacji wymagają weryfikacji.
Dokładniejsze informacje o tym, co należy poprawić, być może znajdują się w dyskusji tej sekcji.
 Po wyeliminowaniu niedoskonałości należy usunąć szablon {{Dopracować}} z tej sekcji.

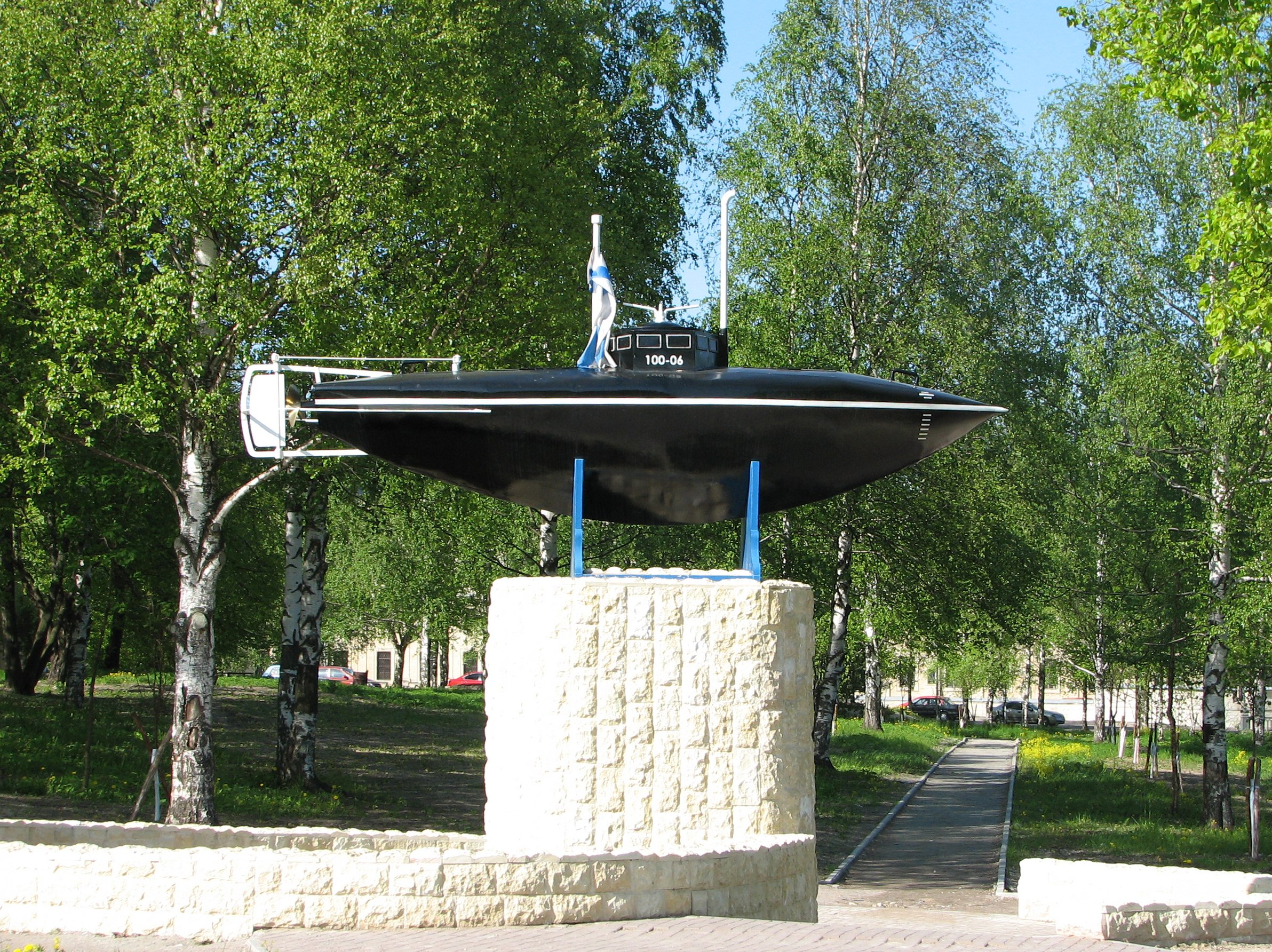
Pomnik w Gatczynie

- kilometromierz dla pojazdów konnych (1867),
- cyrkiel do przekrojów stożkowych (1873)[6],
- regulator silników parowych i hydraulicznych,
- automatyczny sprzęg do wagonów,
- rejestrator prędkości pociągów,
- dromograf – urządzenie samoczynnie kreślące kurs płynącego statku (1873)[3],
- pierwsze zastosowanie peryskopu w okręcie podwodnym[6],
- pierwszy okręt podwodny o napędzie elektrycznym zasilanym akumulatorami (1888)[3],
- okręt podwodny z pancerzem wodnym,
- ogólna teoria napędów śmigłowych,
- śmigło o łopatkach nastawnych,
- samolot z samoczynnym urządzeniem stabilizującym,
- tunel aerodynamiczny.

## Upamiętnienie
Stefan Drzewiecki jest patronem ulic m.in. w Gdańsku, Wrocławiu oraz Poznaniu.